# Madjoari (département)
Pour le chef-lieu, voir Madjoari.

Madjoari est un département du Burkina Faso située dans la province de la Kompienga et dans la région de l'Est.

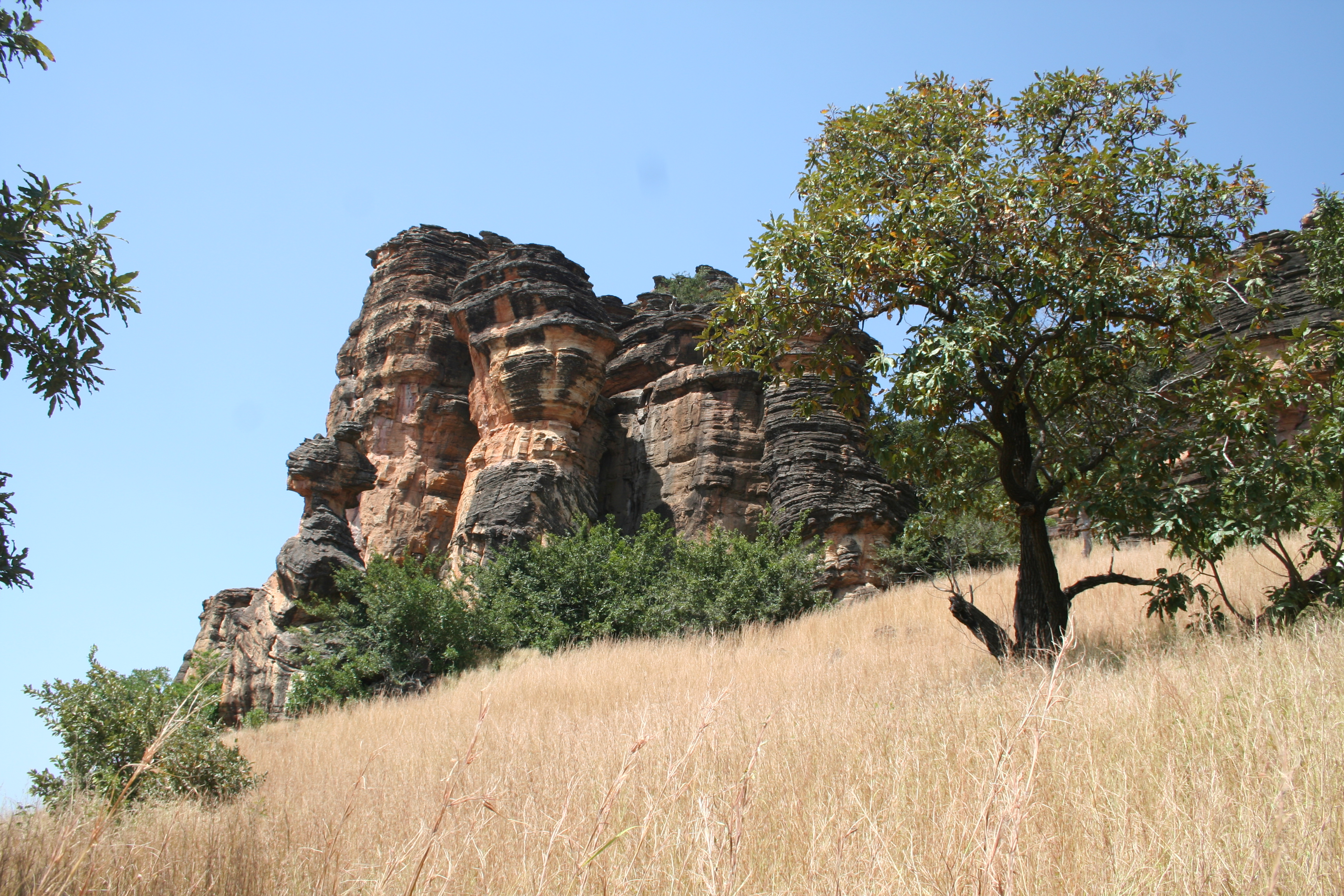
Madjoari – Vue

En 2006, le dernier recensement comptabilise 9 550 habitants.

## Villes
Le département se compose d'un chef-lieu :
- Madjoari

et de sept villages :
- Gnobtenkoagou
- Kodjaari
- Matambima
- Momba
- Namounyouri
- Tambarga
- Tanli